# Ваїна Джоканте
Ваїна Джоканте (фр. Vahina Giocante; нар. 30 червня 1981, Пітів'є, Луаре) — французька акторка.

## Життєпис
Народилася 30 червня 1981 року у місті Пітів'є, департамент Луаре, в родині корсиканця та андалусійки. До 10-річного віку проживала на Корсиці, потім у Екс-ан-Прованс, де навчалася у ліцеї Поля Сезанна. У 15 років почала танцювати у Марсельській Опері під керівництвом Ролана Петі, де пропрацювала наступні два роки.
1997 року дебютувала в кіно у головній ролі в фільмі «Марі з затоки Ангелів», де грала юну повію, закохану у злодія. Наступного року зіграла у кінодрамі «Викрадач життя» Іва Анжело, де її партнерами стали Еммануель Беар, Сандрін Боннер та Андре Дюссольє. 2000 року виконала роль Анжеліки Дідро, доньки Дені Дідро, у стрічці «Розпусник» за п'єсою Еріка-Емманюеля Шмітта, де також зайняті Венсан Перес, Фанні Ардан, Жозіан Баласко та Одрі Тоту. 2004 року з'явилася у вестерні «Блуберрі» Жана Кунена. 2007 року виконала роль Софі в його ж фільмі «99 франків» за однойменним романом Фредеріка Бегбеде. 2009 року зіграла у трилері «Замкнене коло» Лорана Тюеля та у психологічному детективі «Белламі» Клода Шаброля.
2016 року виконала головну роль у мінісеріалі «Мата Харі» спільного виробництва Португалії, Росії та України.
У лютому 2024 року Джоканте звинуватила режисера Бенуа Жако у сексуальних домаганнях. У квітні того ж року у видавництві «Робер Лаффон» вийшла її автобіографічна книга «À corps ouvert», в якій вона розповіла, що від 5 до 11 років зазнавала сексуального насильства від власного батька, на якого заявила у 17-річному віці, і якого було засуджено до трьох років тюремного ув'язнення.

## Особисте життя
Джоканте має сина Ніно від музиканта Мартіна Гаме, якого народила у 20-річному віці. Пізніше у неї були стосунки з дизайнером Іто Морабіто (творцем бренду Ora-Ïto), коміком Ніколя Дювошелем та аерокосмічним інженером Франсуа Шопаром.

## Фільмографія
| Рік  |     | Українська назва                 | Оригінальна назва               | Роль                          |
| ---- | --- | -------------------------------- | ------------------------------- | ----------------------------- |
| 1997 | ф   | Марі з затоки Ангелів            | Marie Baie des Anges            | Марі                          |
| 1998 | ф   | Викрадач життя                   | Voler de vie                    | Сігга                         |
| 1999 | ф   | Тільки не скандал                | Pas de scandale                 | Стефані                       |
| 2000 | ф   | Розпусник                        | Le Lebertin                     | Анжеліка Дідро                |
| 2001 | ф   | Привиди Люби                     | Le Phantomes de Louba           | Дженні у підлітковому віці    |
| 2001 | ф   | Белла чао                        | Bella ciao                      | Б'янка Манчіні                |
| 2002 | ф   | Смертник                         | Vivante                         | Клер                          |
| 2003 | с   | Мегре                            | Maigret                         | Жермена Бланк                 |
| 2003 | ф   | Солдати Саламіни                 | Soldados de Calamina            | соціальна працівниця у Діжоні |
| 2003 | ф   | Уривчасте серцебиття             | Le intermittenze del cuore      | Ф'яметта у молодості          |
| 2004 | ф   | Блуберрі                         | Blueberry, l'expérience secrete | Меделін                       |
| 2004 | ф   | Ліла говорить                    | Lila dit ça                     | Ліла                          |
| 2004 | ф   | Корсика (Подарунок Елени)        | Le cadeau d'Elena               | Марі                          |
| 2005 | тф  | Чорна ніч 17 жовтня 1961         | Nuit noire, 17 octobre 1961     | Марі-Елен                     |
| 2005 | ф   | Рів'єра                          | Riviera                         | Стелла                        |
| 2005 | док | Марія-Антуанетта                 | Marie Antoinette                | Марія-Антуанетта              |
| 2006 | кф  | Прелюдія                         | Un rever de rideau              | Розетт                        |
| 2006 | мф  | У                                | U                               | У (голос)                     |
| 2007 | ф   | 99 франків                       | 99 Francs                       | Софі                          |
| 2008 | ф   | Державні таємниці                | Secret défense                  | Діана / Ліза                  |
| 2008 | кф  | Жовтий птах                      | Yellow Bird                     | дівчина на роликах            |
| 2009 | ф   | Белламі                          | Bellamy                         | Надя Санчо                    |
| 2009 | ф   | Замкнене коло                    | Le Premier Circle               | Елоді                         |
| 2010 | ф   | Дівчина з оголеними персами      | La blonde aux seins nus         | Розалі                        |
| 2010 | ф   | Банкрутство                      | Krach                           | Сібіл Малер                   |
| 2010 | тф  | Мій батько, Франсіс Бельгійський | Mon père, Francis le Belge      | Маріон                        |
| 2010 | кф  | Пацієнтка по 5150 статті         | 5150 Hold                       | Ліза / Марі                   |
| 2012 | ф   | 30 ударів                        | 30 Beats                        | Кім                           |
| 2013 | ф   | (Не)очікуваний принц             | Un prince (prescue) charmant    | Марі                          |
| 2013 | ф   | Перегони                         | Turf                            | Банетт                        |
| 2013 | кф  | Балада про Біллі Кіда            | The Ballad of Billy the Kid     | Марія                         |
| 2013 | ф   | Райський круїз                   | Paradise Cruise                 | Дора                          |
| 2014 | ф   | Світ Фреда                       | Le Monde de Fred                | Леа Фрейзер                   |
| 2015 | ф   | Романтичні вигнанці              | Los exiliados románticos        | Ваїна                         |
| 2016 | кф  | Лаври                            | Laurels                         | Полін Сала                    |
| 2017 | с   | Мата Харі                        | Mata Hari                       | Мата Харі                     |
| 2020 | ф   | З настанням ночі                 | Darkness Fall                   | Елізабет Андерсон             |
| 2021 | с   | Сором                            | Skam France/Belgique            | Селін Пріжен                  |
| 2022 | с   | Дівчина і ніч                    | The Reunion                     | Фанні Брахімі                 |
| 2024 | ф   | Валансоль                        | Valensole                       | Жанетт Массе                  |

## Музичні кліпи
- 2005 — «Comme elle se donne» (Жером Атталь)
- 2005 — «New York City» (Артур Аш)
- 2011 — «C'est moi le printemps» (Даніель Дарк)
- 2014 — «Où es-tu?» (Патрік Брюель)
- 2015 — «MC Daronne» (Le Meufisme)